# Béatrice Poulot
Béatrice Poulot que canta como Béatrice, é uma cantora francesa. Ela nasceu na ilha de Reunião, uma ilha situada no oceano Índico e vive na atualidade em Paris.
Ela é melhor conhecida pela sua participação no Festival Eurovisão da Canção 1999 em representação da Bósnia e Herzegovina, com a canção  "Putnici" ("Viajantes") , acompanhada  por Dino Merlin. A canção terminou em sétimo lugar, entre 23 participantes, obtendo um total de 86 pontos.